# 동아연극상
동아연극상(東亞演劇賞)는 1964년 11월에 제정된 동아일보가 주최하는 연극상이다. 매년 1월 말에 시행된다.

## 부문
- 동아연극대상
- 작품상
- 연출상
- 연기상
- 희곡상
- 무대미술·기술상
- 특별상
- 새개념연극상
- 유인촌신인연기상
- 신인연출상

## 역대 수상자

### 동아연극대상
- 1회 리어왕 - 극단 실험극장
- 2회 토끼와 포수 - 극단 민중극장
- 3회 따라지의 향연 - 극단 자유극장
- 4회 인간적인 진실로 인간적인 - 극단 드라마센터
- 5회 학마을 사람들 - 극단 광장
- 6회 맹진사댁경사(孟進士宅慶事) - 극단 실험극장
- 7회 어디서 무엇이 되어 만나랴 - 극단 자유극장
- 8회 사랑 - 극단 드라마센터
- 9회 세빌리아의 이발사 - 극단 자유극장
- 14회 아일랜드 - 극단 실험극장
- 15회 마로니에의 길 - 극단 제작극장
- 16회 개뿔 - 극단 가교
- 17회 세일즈맨의 죽음 - 극단 실험극장
- 19회 지금 부재중 - 극단 민중극장
- 20회 누가 버지니아 울프를 두려워하랴 - 극단 광장
- 21회 드레서 - 극단 춘추
- 23회 위기의 여자 - 극단 산울림
- 25회 사의 찬미 - 극단 실험극장
- 28회 심청이는 왜 두번 인당수에 몸을 던졌는가 - 극단 목화
- 32회 문제적 인간 연산 - 극단 유
- 42회 용호상박 - 극단 목화
- 44회 열하일기만보熱河日記漫步 - 극단 미추
- 45회 원전유서-연희단거리패

### 작품상
- 18회 뜻대로 하세요 - 극단 가교
- 22회 무덤 없는 주검 - 극단 광장
- 22회 한씨연대기 - 극단 연우무대
- 24회 불가불가 - 극단 쎄실
- 24회 리틀말콤 - 극단 실험극장
- 26회 꼽추왕국, 번제의 시간 - 극단 현대예술극장
- 27회 어느 무정부주의자의 사고사(事故死) - 극단 산울림
- 27회 청부 - 극단 현대극장
- 29회 죽음과 소녀 - 극단 미추
- 30회 햄릿 - 극단 자유
- 30회 살아있는 이중생각하 - 극단 연우무대
- 31회 비닐하우스 - 극단 목화
- 33회 여우와 사랑을 - 극단 목화
- 33회 옛날옛적에 훠어이 훠이 - 극단 미추
- 34회 남자충동 - 극단 환퍼포먼스
- 35회 김치국씨 환장하다 - 극단 연우무대
- 35회 의형제 - 극단 학전
- 36회 조선제왕신위 - 극단 실험극장
- 36회 청춘예찬 - 극단 동숭무대
- 37회 이 - 극단 연우무대
- 38회 돌날 - 극단 작은신화
- 38회 봄날은 간다 - 극단 연희단거리패
- 40회 서안화차 - 극단 물리
- 40회 허삼관매혈기 - 극단 미추
- 41회 바다와 양산 - Labo C.J.K
- 41회 세 자매 - 극단 애플씨어터, 축제를만드는사람들

### 연출상
- 유인형(3회)
- 함현진(4회)
- 이승규(6, 16회)
- 유덕형(7, 17회)
- 오태석(9, 33, 42회)
- 윤호진(14, 20회)
- 김정옥(15회)
- 정진수(19회)
- 문고헌(21회)
- 임영웅(22회)
- 이상우(23회)
- 김석만(24회)
- 김광림(25회)
- 이병훈(26회)
- 이윤택(27, 31, 43, 45회)
- 김아라(28회)
- 김철리(29회)
- 윤광진(30회)
- 채승훈(32회)
- 조광화(34회)
- 최용훈(35회)
- 윤우영(36회)
- 채윤일(37회)
- 최용훈(38회)
- 한태숙(40회)
- 전훈(41회)
- 손진책(44회)

### 신인연출상
- 박혜선(45회)

### 연기상(남자) - 남자연기상
- 이낙훈 1964년 제1회 동아연극제 대상
- 함현진(1회)
- 양광남(2회)
- 김성옥(2, 9회)
- 나영세(2회)
- 김동훈(3, 6회)
- 오현경(3, 22회)
- 피세영(4회)
- 민승원(4회)
- 이기홍(5회)
- 박근형(5회)
- 신 구(3, 6, 8회) 1966년 제3회 남자연기상; 1969년 제6회 남자연기상; 1971년 제8회 남자연기상
- 추송웅(7, 9회)
- 전 운(7회)
- 권성덕(8, 29회)
- 김인태(14, 17회)
- 박 웅(14회)
- 김무생(15회)
- 이동주(15회)
- 이한승(16회)
- 박봉서(16회)
- 이대로(17)
- 오영수(17회)
- 김길호(18회)
- 박인환(18회)
- 이승철(19회)
- 오승명(19회)
- 최종원(20회)
- 이승호(21회)
- 윤승원(21회)
- 윤주상(21, 23회)
- 조명남(23회)
- 김진태(24회)
- 이호재(25회)
- 이인철(26회)
- 김동수(26회)
- 김학철(27회)
- 김갑수(28회)
- 한명구(28, 33회)
- 이호성(30회)
- 정진각(30회)
- 김세동(31회)
- 정은표(31회)
- 민경진(32회)
- 권병길(32회)
- 유태호(33회)
- 안석환(33, 34회)
- 1998년 제34회 남자연기상 배우 유인촌
- 최민식(34회)
- 강신일(35회)
- 강태기(35회)
- 최용민(35회)
- 최정우(36회)
- 윤제문(36회)
- 윤희균(36회)
- 김내하(37회)
- 이승훈(37회)
- 정태화(37회)
- 이승헌(38회)
- 조영진(38회)
- 박지일(40회)
- 최일화(40회)
- 이대연(41회)
- 전무송(42회)
- 김명수(44회)
- 엄효섭(45회)

### 연기상(여자)
- 나옥주(1회) 1964
- 천선녀(1회)
- 김금지(2회) 1965
- 최선자(2, 15회)
- 백성희(3, 18회)
- 여운계(3, 7회)
- 안은숙(4회)
- 김영애(4회)
- 박명희(5회)
- 최지숙(6회)
- 박주아(6회)
- 박정자(7, 22, 23회)
- 강효실(8, 9회)
- 채진희(8회)
- 김용림(9회)
- 최문자(14회)
- 이영란(14회) 1978
- 김애경(15회)
- 윤소정(16, 19회)
- 이주실(17회)
- 김복희(18회)
- 장희진(19회)
- 이헌나(20회)
- 김혜련(20회)
- 현금숙(20회)
- 이정희(21회)
- 박혜진(21회)
- 김진구(22회)
- 김혜자(24회)
- 김순이(24회)
- 이혜영(25, 32회)
- 김미숙(25회)
- 윤석화(26회)
- 최형인(27회)
- 김지숙(29회)
- 김혜옥(30회)
- 강애심(30회)
- 손 숙(31회)
- 임승태(31회)
- 손봉숙(32회)
- 정경순(33회)
- 황정민(34회)
- 이현순(35회)
- 이항나(36회)
- 최루시아(37회)
- 홍성경(38회)
- 장영남(38회)
- 남미정(40회)
- 서이숙(40회)
- 예수정(41회)
- 김성녀(42회)
- 이지하(44회)
- 김소희(45회)

### 희곡상
- 이윤택(32, 42회)
- 이만희(33회)
- 박근형(36회)
- 김정숙(40회)
- 배삼식(44회)
- 김지훈(45회)

### 무대미술상
- 장종선(1, 4회)
- 정우택(2회)
- 김정환(3회)
- 최연호(6, 7, 20회)
- 양정현(8, 17회)
- 민중극장(14회)
- 변창순(16회)
- 송관우(18회)
- 정경희(24회)
- 윤정섭(25, 31회)
- 신선희(26, 32회)
- 박동우(27, 36회)
- 최형오(28회)
- 이병복(29회)
- 이병복, 최순화, 천경순, 정은경, 최영노(이상 5명 30회 공동수상)
- 민언옥(33회)
- 김현숙(35회)
- 이미지(37회)
- 강연화(38회)
- 임옥상(40회)
- 김경수(41회)
- 이태섭(42회)
- 김지연(44회)
- 장해근(45회)

### 새개념연극상
- 40회 잠들수 없다 - 연희단거리패
- 41회 죽도록 달린다 - 서재형
- 42회 벚나무 동산 - 사다리움직임연구소
- 45회 내가 죽어 누워 있을 때 - 극단 “동”

### 유인촌신인연기상
- 41회 이승비 김정호
- 42회 김소희 염혜란
- 43회 서현철 주인영
- 44회 김지성 박윤희
- 45회 김수현 김정은
- 60회 권은혜 백성철

### 특별상
- 1회 박조열
- 5회 송승환, 장원배
- 6회 김미영, 윤대성
- 14회 최은희
- 15회 정하연
- 18회 윤조병, 마거릿트 모어
- 19회 이강백
- 20회 이 반
- 21회 김정길
- 22회 고려대극예술연구회, 연희극예술연구회
- 23회 강계식
- 24회 장정일
- 26회 김정옥
- 27회 제3무대와 청음농아극단
- 28회 알마아타국립조선극단
- 30회 극단 연우무대
- 31회 산울림 소극장
- 33회 故 전예출선생
- 34회 대산문화재단
- 38회 차범석
- 41회 예술의전당
- 42회 백성희
- 44회 밀양시청
- 45회 故윤영선

## 같이 보기
- 동아일보
- 유인촌